# کنرسهایم
کنرسهایم (به فرانسوی: Knœrsheim) یک کمون در فرانسه با جمعیت ۱۹۶ نفر است که در Canton of Marmoutier واقع شده‌است.